# CALB
CALB Group Company Limited (сокращённо от China Aviation Lithium Battery) — китайский производитель аккумуляторных батарей для электромобилей и автобусов. Основан в 2015 году, штаб-квартира расположена в Чанчжоу.
По состоянию на 2022 год CALB входил в десятку крупнейших производителей аккумуляторов в мире и занимал 3-е место в Китае (после CATL и BYD).

## История
Компания основана в 2015 году в провинции Цзянсу на основе аккумуляторного завода государственной группы AVIC. В 2018 году CALB провела реструктуризацию, сосредоточившись на рынке пассажирских автомобилей. В 2020 году компания вошла в тройку крупнейших производителей аккумуляторов в Китае. В октябре 2022 года CALB вышла на Гонконгскую фондовую биржу.

## Деятельность
Промышленные предприятия CALB расположены в городах Чанчжоу, Хэфэй, Ухань, Сямынь, Цзянмынь и Чэнду, исследовательские центры — в Чанчжоу и Шэньчжэне.
CALB производит аккумуляторы для легковых и коммерческих автомобилей, пассажирских автобусов, грузовиков, погрузчиков, тракторов, тягачей, транспортёров, фургонов и речных судов. Также компания производит и устанавливает системы накопления энергии для ветряных, солнечных и тепловых электростанций, центров обработки данных.
По итогам 2022 года основные продажи CALB пришлись на аккумуляторы для электромобилей (89,9 %) и системы накопления энергии (10,1 %). Крупнейшим рынком компании являлся Китай (98,1 %). 
Основными покупателями аккумуляторов CALB являются автомобильные компании и марки Changan, Deepal, GAC, GAC Toyota, Aion, Dongfeng, Geely, Chery, NIO, XPeng, Leapmotor, Wuling, Honda, Foton, Yutong и King Long. 

### Структура
В состав CALB Group входят следующие дочерние компании:
- CALB (Xiamen) Co. Ltd.
- CALB (Fujian) Co. Ltd.
- CALB (Chengdu) Co. Ltd.
- CALB (Sichuan) Co. Ltd.
- CALB (Wuhan) Co. Ltd.
- CALB (Hefei) Co. Ltd.
- CALB (Jiangmen) Co. Ltd.
- CALB Technology (Shenzhen) Co. Ltd.
- CALB Material Technology (Sichuan) Co. Ltd.

## Акционеры
Основными акционерами CALB являются Tianqi Lithium (7,6 %), CCB Principal Asset Management (6,28 %), Zijin Mining Group (6,21 %), Wang Sing International Resources (6,15 %), Sunshine Life Insurance (5,6 %) и правительство города Хэфэй (5,16 %).